# تشو تشان
تشو تشان (في اللغة الصينية: 周强; في نظام بينيين: Zhōu Qiáng) هو سياسي صيني من مواليد 25 نيسان/أبريل 1960. يشغل منصب رئيس القضاة الحالي  ورئيس محكمة الشعب العليا في الصين. في السابق، شغل منصب سكرتير لجنة الحزب الشيوعي الصيني في هونان، والمسؤول الأول عن مقاطعة وسط الصين. شغل منصب محافظ محافظة هونان بين عامي 2007 و2010. شغل أيضًا منصب السكرتير الأول لعصبة الشبيبة الشيوعية الصينية بين عامي 1998 و2006.

## الحياة والوظيفة
وُلد تشو في محافظة هوانغمي بمقاطعة هوبى، ونشأ خلال الثورة الثقافية. في عام 1978، كان جزءًا من الدفعة الأولى من الطلاب الذين تم قبولهم من خلال امتحانات القبول بالكلية الوطنية في جامعة ساوث ويست للعلوم السياسية والقانون. حصل تشو على درجة الماجستير في القانون عام 1986. التحق بالحزب الشيوعي الصيني خلال دراسته عام 1983.
في نوفمبر 1995، تم انتخابه سكرتيرًا للأمانة المركزية لرابطة الشبيبة الشيوعية الصينية في الجلسة العامة الرابعة للجنة المركزية الثالثة عشرة لرابطة الشبيبة الشيوعية. في يونيو 1998، تم ترقيته إلى سكرتير أول للامانة المركزية لرابطة الشبيبة الشيوعية، وأعيد انتخابه في يوليو 2003.
في فبراير 2007، تم تعيين تشو حاكما لهونان، بعد فترة خمسة أشهر شهدت تعيينه كعضو دائم في اللجنة ونائب سكرتير لجنة الحزب الشيوعي الصيني في هونان (3 سبتمبر)، ثم حاكم هونان بالنيابة (30 سبتمبر)، من قبل اللجنة الدائمة لمجلس نواب الشعب العاشر في هونان ؛ استقال من منصب السكرتير الأول للأمانة المركزية لعصبة الشبيبة الشيوعية في ديسمبر. أعيد انتخابه حاكمًا لهونان في 24 يناير 2008.
في 25 أبريل 2010، تم تعيين تشو، الذي كان يبلغ من العمر 50 عامًا، سكرتيرًا للحزب الشيوعي الصيني في هونان، ليصبح أحد أصغر رؤساء الأحزاب الإقليمية في البلاد. صعوده إلى السلطة يمكن مقارنته بصعود الأمين العام للحزب آنذاك هو جينتاو ثم نائب رئيس مجلس الدولة لي كه تشيانغ ؛ جميع الرجال الثلاثة لديهم خلفية في رابطة الشبيبة الشيوعية في الصين.
في مارس 2013، نصب المجلس الوطني لنواب الشعب الصيني تشو رئيسًا لمحكمة الشعب العليا في الصين.
مثل كبار القادة الصينيين الآخرين، تحدث تشو في كثير من الأحيان عن تعزيز «حكم القانون» وكان يُعتقد أنه يتفق مع طموح الأمين العام للحزب الشيوعي الصيني شي جين بينغ لجعل نظام المحاكم في الصين أكثر عدلاً. في الواقع، في سنواته القليلة الأولى في منصبه، نقض تشو العديد من قرارات المحكمة باعتبارها غير عادلة، بما في ذلك الإعدام غير المشروع لني شوبين في عام 1995؛ ومنح القضاة المزيد من الاستقلالية؛ وقيد تأثير المسؤولين المحليين على قرارات المحاكم.
تشو هو عضو في اللجنة المركزية التاسعة عشرة للحزب الشيوعي الصيني. وكان سابقا عضوا في اللجان المركزية 16 و17 و18.